# Episodi de I ragazzi del muretto (prima stagione)

## Episodi
Le puntate, della durata di 60 minuti ciascuno, andarono in onda nel 1991 su Raidue.
La sigla di testa è Night and Day, cover di Cole Porter cantata dagli U2, mentre la sigla di coda è Generazione di fenomeni degli Stadio.
| nº | Titolo                       | Prima TV Italia |
| -- | ---------------------------- | --------------- |
| 1  | Gli amici di Mitzi           | 28 marzo 1991   |
| 2  | Castelli in aria             | 4 aprile 1991   |
| 3  | Il ritorno di Massimo        | 11 aprile 1991  |
| 4  | Una giornata nera            | 18 aprile 1991  |
| 5  | Un orsacchiotto di nome Popi | 25 aprile 1991  |
| 6  | Solo un amico                | 2 maggio 1991   |
| 7  | Sospetti                     | 9 maggio 1991   |
| 8  | La scelta di Sara            | 16 maggio 1991  |
| 9  | Il coraggio di dirlo         | 23 maggio 1991  |
| 10 | Uno scopo nella vita         | 30 maggio 1991  |
| 11 | Dieci milioni di amicizia    | 6 giugno 1991   |
| 12 | Gelosi si nasce              | 13 giugno 1991  |
| 13 | Separazioni                  | 20 giugno 1991  |
| 14 | Amori difficili              | 27 giugno 1991  |

## Gli amici di Mitzi
Mitzi è alla ricerca del fratello Massimo, di cui non ha notizie da anni, e si imbatte casualmente in una sua ex fidanzata che gli rivela che il fratello è nei guai e ha bisogno di soldi; i due si danno appuntamento al parco dove Mitzi arriva con i soldi ma viene aggredito, picchiato e quindi derubato, scoprendo quindi che si era trattato solo di un imbroglio.
Dopo due anni di assenza da Roma torna Andrea, ex fidanzato di Stefania; ciò fa ingelosire Cristian, suo attuale fidanzato. Sara litiga con la madre Paola la quale le fa trovare a casa il suo nuovo compagno. Simone, stanco della sua relazione altalenante con Sara, scommette con i ragazzi del gruppo che riuscirà a conquistare Giuliana, da tempo invaghita di lui, e a portarla a letto, ma Andrea interviene, e i due ragazzi si mettono assieme.

## Castelli in aria
Debora è innamorata di Luca Carboni, così approfittando del fatto che il cantante sarà in concerto a Roma, si reca nella sua agenzia dove fa amicizia con Sergio, un addetto del suo staff che le promette di farglielo conoscere. Arrivato il giorno del concerto Debora è messa in punizione dai genitori, così decide di scappare di casa per andare a conoscere il cantante. Scoprirà a sue spese che le promesse che le erano state fatte da Sergio erano solo menzogne, e che l'uomo voleva solo portarla a letto. Elena e Franz si scontrano, loro malgrado, con gli scherzi del gruppo del muretto. In quell'occasione Mitzi vede la ragazza e ne rimane folgorato, ma anche Johnny ne è rimasto affascinato ed inizia a corteggiarla ma invano, dato che Elena ha già scelto Mitzi.  A causa di questo non si accorge che suo nonno sta male, e che deve essere ricoverato urgentemente. Fortunatamente però tutto si risolve per il meglio. 
Nota: i personaggi di Elena e di Franz entrano nel cast a partire da questo episodio.

## Il ritorno di Massimo
Mitzi scopre che suo fratello Massimo lavora a Roma in un circo, così lo raggiunge e vede che sembra aver trovato la sua dimensione, e che presto diventerà padre dato che la sua attuale compagna Margherita aspetta un figlio da lui. Nonostante suo padre sia contrario, Mitzi decide ugualmente di invitarlo a cena da loro ma purtroppo fra i due nasce una lite. Intanto il gruppo del muretto è alle prese con dj Felix, speaker dalla misteriosa identità, che si diverte prendendo in giro tutti loro. Decidono così di appostarsi fuori dalla radio per scoprire l'identità dello speaker ma non ci riescono. Johnny si convince che in realtà Felix e Franz siano la stessa persona così gli tende una trappola alla quale Franz abbocca ma poi viene perdonato da tutto il gruppo. Simone vuole fare l'amore con Sara, ma la ragazza ha paura in quanto non lo ha mai fatto prima. Inizialmente la cosa crea una frattura nella coppia ma sarà l'intervento di Debora a fare in modo che i due ragazzi si parlino e si chiariscano.

## Una giornata nera
- Diretto da: Paolo Poeti
- Scritto da: Daniela Bortignoni, Edi Liccioni

### Trama
Franz, dopo essere stato scoperto da tutto il gruppo come Felix, lo speaker della radio locale, si sottopone ad una prova di coraggio che lo porta ad essere uno dei ragazzi del muretto. Cristian va allo stadio e lì litiga con Luca, un tifoso. Luca per vendicarsi della lite decide di entrare di nascosto nel negozio della madre di Christian per distruggerlo ma la donna se ne accorge e durante una colluttazione Luca la spinge a terra facendole battere pericolosamente la testa. Cristian, successivamente all'accaduto,  va alla ricerca di Luca e fa la conoscenza della madre del ragazzo. Proprio grazie a lei capisce che la vendetta non serve a nulla. Nel frattempo il padre di Andrea deve trasferirsi per lavoro a Udine ma il ragazzo cerca di fare in modo di restare a Roma. Capendo però che la cosa non potrebbe essere fattibile decide, suo malgrado di lasciare la città con il padre, lasciando Giuliana nella disperazione. Nel frattempo Sara viene selezionata per un saggio di danza dall'etoile Madame Galatea Corti, ma viene messa in guardia dalla madre.  Sara pensa che la madre sia solo gelosa, ma non sa che molti anni prima lei ha lasciato la carriera proprio per poterla crescere, spianando di fatto la strada proprio alla Corti.
- Altri interpreti: George Castiglia (Mirko), Paola Catalani, Antonio Degli Schiavi (Luca)
- Brani musicali: One Tree Hill (U2), Les douze études op. 8 di Skrjabin (Vladimir Sofronickij), Don Quixote (Orchestra del Teatro Bol'šoj)

## Un orsacchiotto di nome Popi
La madre di Johnny deve improvvisamente lasciare la città per accudire una parente e lascia i due figli Timmi e Tommi a Johnny e a suo nonno. Intanto Elena sta iniziando ad avere molto successo come modella per la pubblicità di un'acqua minerale e viene spinta dal padre a partire per New York e fare carriera. A scuola arriva Sahid, un ragazzo di colore che viene preso di mira da alcuni bulli. Debora e Gigi gli offrono il loro aiuto, ma lui non sembra volerlo e non vuole reagire, nascondendo a tutti di praticare la boxe. Dopo l'ennesimo attacco durante una partita, Sahid prende a pugni uno dei ragazzi che lo ha sempre provocato rischiando di fatto l'espulsione, ma tutta la scuola si coalizza con lui intimando ai tre fomentatori di non denunciarlo, altrimenti gli avrebbero reso la vita impossibile a scuola. Alla fine Elena decide di restare accanto a Mitzi e di accantonare, seppur momentanemente, la sua carriera di modella. 
Nota: A partire da questo episodio Chris Childs (nel ruolo di Sahid) si unisce al cast del telefilm, fino all'inizio della seconda stagione.  

## Solo un amico
Giuliana fa la baby-sitter per una bambina, ma prima che i padroni di casa escano per trascorrere la serata fuori, si presenta il figlio di lui a chiedere soldi. Mandato via senza mezzi termini, il ragazzo torna di notte e sorprende Giuliana nel sonno mettendole le mani addosso. Per il rientro improvviso del padre e della matrigna deve allontanarsi velocemente, ma fa in tempo a minacciare Giuliana di non farle dire nulla. Nei giorni successivi la aspetta sotto casa e la segue con la moto fino a farle avere un piccolo incidente col motorino. Intanto Simone è geloso di Sara, che in quei giorni sta ospitando Paul,  un suo amico di penna inglese. Portato alla radio di Franz, Paul rimane colpito da una sua struggente canzone e scopre che in realtà è dedicata ad Elena, di cui è ancora innamorato, nonostante lei sia felicemente fidanzata con Mitzi. Anche lo stesso Mitzi le suggerisce di chiarire il rapporto con l'amico. Durante la festa di compleanno di Debora, Sara capisce quanto Simone sia importante per lei e decide di tornare a casa con lui, dove finalmente fanno l'amore per la prima volta. Franz dice ad Elena che si accontenterà di vederla felice con Mitzi mentre Giuliana verrà assalita dal suo persecutore che si è imbucato tra gli ospiti. Gli amici la salveranno appena in tempo.
Nota: in questo episodio compare una giovanissima Valeria Marini nel ruolo di Miriam, un'amica di Simone. 

## Sospetti
Nei bagni del liceo viene ritrovata una siringa usata e subito è allarme sia fra gli alunni che fra i professori e si inizia a cercare di capire chi si possa essere macchiato di questo gesto. I sospetti ricadono immediatamente su Johnny perché durante l'ora di ginnastica ha uno svenimento ed il professore di educazione fisica, tirandogli su la manica, nota dei buchi sul braccio. In realtà il ragazzo, nella mattinata stessa, era andato in ospedale per fare le analisi del sangue. Mentre tutti gli amici offrono sostegno e solidarietà a Johnny, che nel frattempo viene sospeso in via cautelativa, l'unica a nutrire dei dubbi è inaspettatamente Stefania, la quale non se la sente di giurare al 100% che l'amico possa essere innocente e a non essere stato lui a lasciare la siringa a scuola. Resasi poi conto dell'errore che ha commesso, sarà proprio Stefania, con la complicità di Christian e di tutti gli altri amici a scoprire il colpevole e a metterlo con le spalle al muro, facendolo confessare e quindi scagionando Johnny dalle accuse che gli sono state mosse contro. Nel frattempo Mitzi rivela ad Elena di aver ereditato da sua madre un piccolo appartamento dove vorrebbe andarci a convivere con lei, ma la ragazza ancora non si sente pronta a fare un passo cosi importante.

## La scelta di Sara
Sara scopre di essere incinta e ne parla con Simone. La ragazza è molto confusa e non sa cosa fare, anche perché in quei giorni si trova sola in casa dato che sua madre è all'estero per lavoro. Inizia così a frequentare suo padre, al quale poi confiderà di essere incinta e di aver deciso di non voler tenere il bambino. Il padre, essendo medico, le fissa un appuntamento in una clinica privata ma poco prima dell'intervento Sara viene colta dal panico e fugge via. Correndo per strada inizia a sentirsi male e sviene. Risvegliatasi in ospedale scopre di aver perso il bambino. Simone cerca, a suo modo, di starle vicino ma la ragazza, ancora fortemente provata sia nel corpo che nella mente, decide di volersi prendere un periodo di tempo per stare da sola. Nel frattempo Debora decide d'iscriversi ad un concorso per giovani cantanti esordienti ed insieme a tutti i suoi amici incide una canzone dal titolo "Notte di cartone". Franz, che si occupa delle registrazioni del brano, chiama in suo aiuto un suo vecchio amico musicista, Ludovico, che subito suscita profondo interesse in Stefania. Quando arriva il giorno in cui Debora deve presentare la cassetta alla commissione, scopre però che si è trattato di una truffa.

## Il coraggio di dirlo
Il professor Testa viene accusato di molestie sessuali da Valeria, una sua studentessa. Tutti sono restii a pensare che il professore possa essersi macchiato di una colpa così grave, specialmente Johnny che è disposto a tutto pur di difenderlo a spada tratta. Johnny però scoprirà ben presto di essere solo in questa battaglia e per questo motivo deciderà di tagliare i ponti con i suoi amici. Successivamente saranno proprio loro a fare in modo che Valeria parli e dica la verità: si scopre che non c'è stata nessuna molestia e che si era inventata tutto perché follemente innamorata del professor Testa che, invece, non ricambiava i suoi interessi. Nel frattempo Stefania continua a frequentare Ludovico, nonostante abbia rassicurato Christian che fra i due non c'è assolutamente niente. Quando invece Christian li sorprende a baciarsi, prima fa una scenata di gelosia a Stefania, poi si lancia in una pericolosa corsa con la sua moto causandosi un bruttissimo incidente.

## Uno scopo nella vita
Cristian si accorge di non sentire più le gambe e non vuole vedere più Stefania che, soffocata dai sensi di colpa, lascia Ludovico. I medici, dopo aver eseguito tutti i controlli del caso, sono certi nell'affermare che non si tratta di una paralisi vera e propria bensì di una paralisi isterica, pensano che il ragazzo non voglia guarire. Intanto Mitzi, per mantenersi da solo nella nuova casa, lavora in un bar ma Laura, una sua compagna d'accademia, gli propone di rilevare una quota in uno studio di grafica versando subito 5 milioni di lire. Lo presenta agli altri e il caposquadra valuta positivamente i suoi lavori. Dopo aver chiesto invano aiuto al padre, Mitzi sta per firmare una falsa testimonianza da un avvocato in cambio della cifra. Johnny lo farà riflettere a non commettere il reato di falso. 
Giuliana e Franz sono indecisi se avere o no la loro prima volta e fanno fatica a resistere. Nel frattempo Christian sembra non migliorare nonostante i costosi esercizi di fisioterapia a cui si sottopone giornalmente, e alla fine sarà Stefania a farlo reagire e a sbloccarlo dalla sua paralisi isterica.

## Dieci milioni di amicizia
Appena tornato a casa dall'ospedale Cristian scopre che la madre non ha i soldi necessari per pagare i lavori di messa a norma del negozio perché ha speso tutto per le sue cure mediche e Simone si sente chiamato in causa dai ragazzi che iniziano a fare battute sul fatto che chi ha i soldi sono le persone più egoiste e non hanno nessun interesse ad aiutare chi si trova veramente in situazione di necessità. quelli che hanno i soldi ma egoisticamente non aiutano nessuno. Successivamente Simone vende la sua macchina e raccoglie così una parte della somma necessaria per aiutare Cristian, facendo però credere a tutti che sia stato suo padre a darglieli. Quando si scopre la verità, tutto il gruppo di amici si scusa per aver giudicato Simone, in particolar modo Sara. I due finiscono anche per baciarsi, ma Sara specifica che per adesso continua a vederlo solo come un amico. Intanto Franz scopre con enorme dispiacere che la radio dove lavora sta per chiudere per dei grandi debiti che sono stati contratti nel corso del tempo, così i suoi amici lo spingono a partecipare ad un concorso per aspiranti deejay, in cui in palio ci sono diversi soldi, necessari per poter salvare la radio dalla chiusura. Franz, dopo un inizio molto stentato, vince le sue paure conquistando il pubblico e vincendo il primo premio. 

## Gelosi si nasce
Gigi ha un piccolo incidente con la moto e non riesce ad entrare a scuola con gli appunti per il compito di matematica. A salvare la classe è Stefano, un ragazzo di quinta che si avvicina a Debora e che suggerisce il compito a tutta la classe. Quando Gigi viene a saperlo, cerca di metter in guardia la ragazza ma senza risultato. Qualche giorno dopo gli verrà rubata la moto e vedendo il suo portachiavi addosso a Stefano, Gigi lo aggredisce a scuola beccandosi una sospensione di una settimana. Andrea torna a Roma per qualche giorno e manda in crisi Franz che teme ci possa essere un riavvicinamento con Giuliana. In realtà Andrea si è fidanzato con un'altra ragazza e non ha nessun interesse nei confronti di Giuliana, che continua a vedere solo come una grande amica. Intanto Stefania è alle prese con la gelosia della sorella Michela che reagisce male alla notizia che la madre è incinta. infine Cristian scoprirà che Gigi aveva ragione su Stefano ed aiuterà l'amico a provare che è stato lui a rubargli la moto. 

## Separazioni
Giuliana parte per andare dalla cugina che fa la comunione, proprio mentre Franz è in crisi perché pensa che i suoi vogliano separarsi. Non riuscendo a tornare a casa trova conforto in Sara che chiama a raccolta tutti gli amici per accompagnarlo dai genitori e vincere così le sue paure. Dopo una cena apparentemente tranquilla in cui il ragazzo crede di aver frainteso tutto, i genitori gli confessano che hanno preso la decisione di separarsi. Come previsto, Franz la prende malissimo e l'indomani, giorno in cui ha un provino per una nuova radio, fa una pessima figura con lo sponsor che, per il momento, decide di non assumerlo. Nel frattempo Giuliana torna in città e lo aiuterà a reagire. Trova così il coraggio di parlare con i suoi genitori che gli assicurano che, nonostante la separazione, non cambierà nulla. Il giorno successivo Franz si presenta nuovamente alla radio, perché lo sponsor ha deciso di concedergli una seconda occasione e farà una bellissima performance, assicurandosi l'assunzione. Nel frattempo a Mitzi viene affidata un'importantissima campagna pubblicitaria che, nonostante dei problemi iniziali, riesce ad ottenere un grande successo. 

## Amori difficili
- Diretto da: Nini Salerno
- Scritto da: Marina Garroni, Giovanni Lombardo Radice

### Trama
Mitzi (Alberto Rossi)  ha un'infiltrazione dal piano di sopra dove, assieme ad Elena (Michela Rocco di Torrepadula) scopre che vi abita un'anziana cantante lirica, Esmeralda Serpieri, sola e con pochi soldi. I ragazzi decidono di aiutarla facendo riparare le tubazioni a Cristian (Vincenzo Diglio) e tenendole compagnia a turno, finché scoprono che ha uno sfratto esecutivo e che l'unico che può fare qualcosa per lei è un misterioso ammiratore (Franco Fabrizi). Intanto Sahid (Chris Childs) sta per partire per Monaco col fratello, ma cambia idea perché è innamorato di Debora (Cecilia Dazzi) a cui si dichiara. Viene ospitato da Gigi (Amedeo Letizia), ma i due amici non sanno di essere innamorati della stessa persona. Quando Gigi trova il coraggio di dichiararsi, si reca al negozio del padre (Luciano Turi) di Debora e la donna al banco dei formaggi (Paola Tiziana Cruciani) gli fa capire che forse potrà trovarla in magazzino mentre assaggia un cioccolatino. Gigi dice a sua madre (Valeria Fabrizi) di voler lasciare la scuola e si arrabbia con Sahid, ma nel frattempo il ragazzo ha deciso di fare le valigie perché ha la sensazione che Debora si vergogni a stare con lui. Sarà proprio Gigi a dirle di andare alla stazione per fermarlo se i suoi sentimenti sono sinceri.
- Altri interpreti: Bruno Burbi, Cesare Di Vito
- Brani musicali: This Time (Tracy Chapman), Sì, mi chiamo Mimi da La bohème (Mirella Freni)